# Helen Hunt

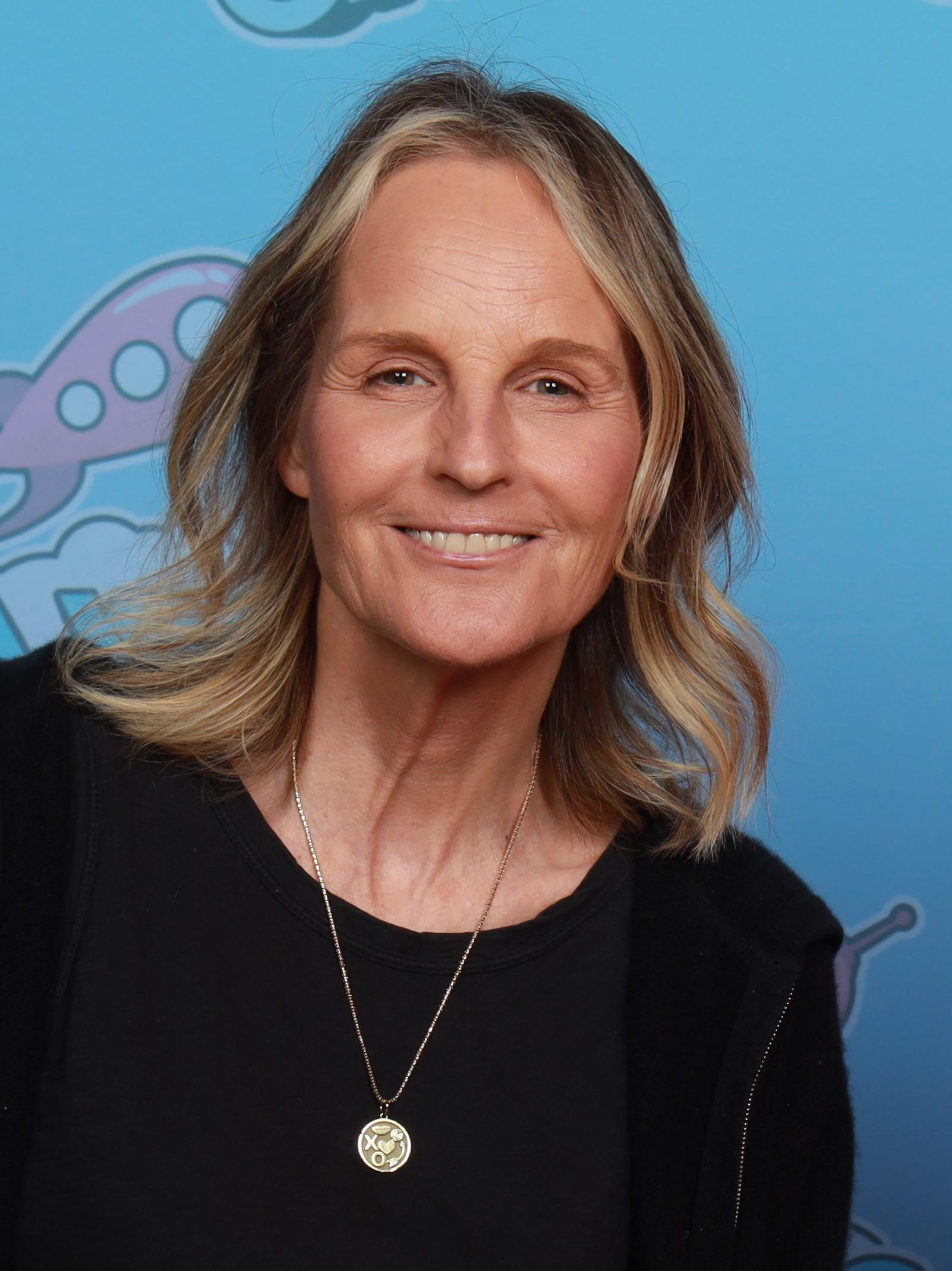
Helen Hunt (2025)

Helen Elizabeth Hunt (* 15. Juni 1963 in Los Angeles, Kalifornien) ist eine US-amerikanische Schauspielerin und Regisseurin. 1998 wurde sie für die Rolle der "Carol Connelly" in Besser geht’s nicht mit dem Oscar als beste Hauptdarstellerin ausgezeichnet. Mit Then She Found Me gab sie 2007 ihr Debüt als Filmregisseurin.

## Leben

### Kindheit
Ihre Eltern, der Regisseur Gordon Hunt (1929–2016) und seine Frau Jane, zogen 1966 nach New York, aber nur sechs Jahre später wieder zurück nach Los Angeles. Ihre erste Rolle bekam Helen Hunt in dem Fernsehfilm Pioneer Woman an der Seite von William Shatner. In den folgenden Jahren war sie in diversen Fernsehproduktionen zu sehen.

### Erste Erfolge
Die erste größere Kinorolle hatte sie 1985 in der Teenie-Komödie Girls Just Want to Have Fun an der Seite von Sarah Jessica Parker. Es folgten Rollen in Peggy Sue hat geheiratet und 1987 Project X mit Matthew Broderick. Ende der 1980er und Anfang der 1990er Jahre stand Hunt erneut für mehrere Fernsehproduktionen vor der Kamera.
Für ihre Darstellung in dem Film Waterdance (1992) um drei Querschnittgelähmte erhielt sie beste Kritiken. Eigentlich hatte sie nicht mehr in Fernsehserien auftreten wollen, aber das Angebot von Paul Reiser, in der Serie Verrückt nach dir (Mad about you) die Rolle seiner Ehefrau zu übernehmen, ließ sie ihre Haltung überdenken. Der für viele überraschende Erfolg der Serie führte zu zahlreichen Nominierungen und Auszeichnungen, so u. a. zu mehreren American Comedy Awards, einigen Emmys und insgesamt drei Golden Globes für Helen Hunt als beste Seriendarstellerin. In rund 30 Folgen führte ihr Vater Regie, später schrieb sie selbst sogar am Drehbuch mit und saß auf dem Regiestuhl in fünf Folgen.

### Kinokarriere
1996 gelang ihr der Durchbruch an der Seite von Bill Paxton als Dr. JoAnne „Jo“ Thornton-Harding in dem Kinofilm Twister. Nur ein Jahr später folgte der nächste erfolgreiche Auftritt als alleinerziehende Kellnerin Carol neben Jack Nicholson in der Komödie Besser geht’s nicht (As Good as It Gets). Beide wurden dafür sowohl bei den Oscars als auch bei den Golden Globes als beste Hauptdarsteller ausgezeichnet.
Nach diesem Karrierehöhepunkt war Hunt als Freundin von Tom Hanks in dem Film Cast Away – Verschollen zu sehen. Es folgten Filme wie Dr. T and the Women an der Seite von Richard Gere oder mit Mel Gibson in dem Film Was Frauen wollen. Nach dem 2001 gedrehten Im Bann des Jade Skorpions (The Curse of the Jade Scorpion) trat sie erst 2004 wieder als Schauspielerin in Erscheinung. 2005 wirkte sie an der Fernsehproduktion Empire Falls mit, bei der sie neben Ed Harris, Philip Seymour Hoffman und Robin Wright Penn vor der Kamera stand. Es folgten weitere Rollen in verschiedenen Kinoproduktionen.

### Privat
Helen Hunt war von 1999 bis 2000 mit dem Schauspieler Hank Azaria verheiratet. Von 2001 bis 2017 war sie mit dem Produzenten Matthew Carnahan (* 1961) liiert, mit dem sie eine gemeinsame Tochter (* 2004) hat.

## Filmografie (Auswahl)

### Als Schauspielerin
- 1973: Der weite Weg nach Westen (Pioneer Woman, Fernsehfilm)
- 1975: Death Scream (Fernsehfilm)
- 1975–1976: Die schweizer Familie Robinson (The Swiss Family Robinson, Fernsehserie, 20 Episoden)
- 1976: Hallo Babys! (Having Babies, Fernsehfilm)
- 1976–1977, 1980: Eine amerikanische Familie (Family, Fernsehserie, 3 Episoden)
- 1977: The Spell (Fernsehfilm)
- 1977: Achterbahn (Rollercoaster)
- 1977–1978: The Fitzpatricks (Fernsehserie, 9 Episoden)
- 1978: Die Sieben-Millionen-Dollar-Frau (The Bionic Woman, Fernsehserie, Episode 3x16)
- 1980–1981: Unter der Sonne Kaliforniens (Knots Landing, Fernsehserie, 3 Episoden)
- 1981: Engelsstaub ist tödlich (Angel Dusted, Fernsehfilm)
- 1982–1983: It Takes Two (Fernsehserie, 22 Episoden)
- 1983: Die Football-Prinzessin (Quarterback Princess)
- 1984: Eine Frau kann nicht vergessen (Sweet Revenge, Fernsehfilm)
- 1984: Trancers
- 1984–1986: Chefarzt Dr. Westphall (St. Elsewhere, Fernsehserie, 8 Episoden)
- 1985: Ein Engel auf Erden (Highway to Heaven, Fernsehserie, Episoden 1x23–1x24)
- 1985: Lipstick & Icecream (Girls Just Want to Have Fun)
- 1986: Peggy Sue hat geheiratet (Peggy Sue Got Married)
- 1987: Der Froschkönig (The Frog Prince)
- 1987: Project X
- 1988: Miles from Home
- 1988: Katies Sehnsucht (Stealing Home)
- 1988: Shooter (Fernsehfilm)
- 1989: Ruf nach Vergeltung (Next of Kin)
- 1989: Die unheimliche Verseuchung des Dark River (Incident at Dark River, Fernsehfilm)
- 1991: Trancers II
- 1991: Land der Vergessenen (Into the Badlands, Fernsehfilm)
- 1991: Mord in New Hampshire (Murder in New Hampshire: The Pamela Smart Story, Fernsehfilm)
- 1992: Waterdance (The Waterdance)
- 1992: Only You
- 1992: Bob Roberts
- 1992: Der letzte Komödiant – Mr. Saturday Night (Mr. Saturday Night)
- 1992: Trancers 2010 (Trancers III)
- 1992–1999, 2019: Verrückt nach dir (Mad About You, Fernsehserie, 173 Episoden)
- 1993: Am Rande der Dunkelheit (In the Company of Darkness, Fernsehfilm)
- 1993: Sexual Healing
- 1995: Friends (Fernsehserie, Episode 1x16)
- 1995: Kiss of Death
- 1996: Twister
- 1997: Besser geht’s nicht (As Good as It Gets)
- 2000: Dr. T and the Women
- 2000: Das Glücksprinzip (Pay It Forward)
- 2000: Cast Away – Verschollen (Cast Away)
- 2000: Was Frauen wollen (What Women Want)
- 2001: Im Bann des Jade Skorpions (The Curse of the Jade Scorpion)
- 2004: Good Woman – Ein Sommer in Amalfi (A Good Woman)
- 2005: Empire Falls – Schicksal einer Stadt (Empire Falls, Fernsehfilm)
- 2006: Bobby
- 2007: Then She Found Me
- 2010: Eine Familie wie jede andere (Every Day)
- 2011: Soul Surfer
- 2012: The Sessions – Wenn Worte berühren (The Sessions)
- 2013: Decoding Annie Parker
- 2013: Trancers: City of Lost Angels (Kurzfilm)
- 2014: Ride – Wenn Spaß in Wellen kommt (Ride)
- 2017: Shots Fired (Fernsehserie, 10 Episoden)
- 2017: I Love You, Daddy
- 2018: Miracle Season – Ihr größter Sieg (The Miracle Season)
- 2018: Candy Jar
- 2019: I See You
- 2019: World on Fire (Fernsehserie, 7 Episoden)
- 2020: The Night Clerk – Ich kann dich sehen (The Night Clerk)
- 2021: How It Ends
- 2021–2023: Blindspotting (Fernsehserie, 12 Episoden)
- seit 2024: Hacks (Fernsehserie)
- 2025: In Cold Light

### Als Regisseurin
- 1998–1999, 2019: Verrückt nach dir (Mad About You, Fernsehserie, 5 Episoden)
- 2007: Then She Found Me
- 2014: Ride – Wenn Spaß in Wellen kommt (Ride)
- 2016: Life in Pieces (Fernsehserie, 2 Episoden)
- 2016: This Is Us – Das ist Leben (This Is Us, Fernsehserie, Episode 1x10)
- 2018: American Housewife (Fernsehserie, 4 Episoden)
- 2019: The Politician (Fernsehserie, Episode 1x04)

### Als Drehbuchautorin
- 1999, 2019: Verrückt nach dir (Mad About You, Fernsehserie, 2 Episoden)
- 2007: Then She Found Me
- 2014: Ride – Wenn Spaß in Wellen kommt (Ride)

## Auszeichnungen (Auswahl)
Oscar
- Auszeichnung

1998: Beste Hauptdarstellerin für Besser geht’s nicht
- Nominierung

2013: Beste Nebendarstellerin für The Sessions
Golden Globe Award
- Auszeichnungen

1994: Beste Serien-Hauptdarstellerin – Komödie oder Musical (Verrückt nach dir)
1995: Beste Serien-Hauptdarstellerin – Komödie oder Musical (Verrückt nach dir)
1997: Beste Serien-Hauptdarstellerin – Komödie oder Musical (Verrückt nach dir)
1998: Beste Hauptdarstellerin – Komödie oder Musical (Besser geht’s nicht)
- Nominierungen

1993: Beste Serien-Hauptdarstellerin – Komödie oder Musical (Verrückt nach dir)
1996: Beste Serien-Hauptdarstellerin – Komödie oder Musical (Verrückt nach dir)
1998: Beste Serien-Hauptdarstellerin – Komödie oder Musical (Verrückt nach dir)
2013: Beste Nebendarstellerin (The Sessions – Wenn Worte berühren)
Emmy
- Auszeichnungen

1996: Herausragende Hauptdarstellerin in einer Comedyserie (Verrückt nach dir)
1997: Herausragende Hauptdarstellerin in einer Comedyserie (Verrückt nach dir)
1998: Herausragende Hauptdarstellerin in einer Comedyserie (Verrückt nach dir)
1999: Herausragende Hauptdarstellerin in einer Comedyserie (Verrückt nach dir)
- Nominierungen

1993: Herausragende Hauptdarstellerin in einer Comedyserie (Verrückt nach dir)
1994: Herausragende Hauptdarstellerin in einer Comedyserie (Verrückt nach dir)
1995: Herausragende Hauptdarstellerin in einer Comedyserie (Verrückt nach dir)
1997: Herausragende Comedyserie (Verrückt nach dir)
American Comedy Award
- Auszeichnungen

1994: Lustigste Hauptdarstellerin in einer Fernsehserie (Verrückt nach dir)
1995: Lustigste Hauptdarstellerin in einer Fernsehserie (Verrückt nach dir)
1996: Lustigste Hauptdarstellerin in einer Fernsehserie (Verrückt nach dir)
1998: Lustigste Hauptdarstellerin in einem Film (Besser geht’s nicht)
- Nominierung

1999: Lustigste Hauptdarstellerin in einer Fernsehserie (Verrückt nach dir)
Blockbuster Entertainment Award
- Auszeichnungen

1997: Beliebteste Schauspielerin – Action/Abenteuer (Twister)
1999: Beliebteste Schauspielerin – Video (Besser geht’s nicht)
2001: Beliebteste Schauspielerin – Komödie/Romanze (Was Frauen wollen)
2001: Beliebteste Nebendarstellerin – Drama (Cast Away – Verschollen)
- Nominierungen

2001: Beliebteste Schauspielerin – Drama (Das Glücksprinzip)
Satellite Award
- Auszeichnung

1998: Beste Hauptdarstellerin – Komödie oder Musical (Besser geht’s nicht)
- Nominierungen

1997: Beste Hauptdarstellerin in einer Fernsehserie – Komödie oder Musical (Verrückt nach dir)
1998: Beste Hauptdarstellerin in einer Fernsehserie – Komödie oder Musical (Verrückt nach dir)
1999: Beste Hauptdarstellerin in einer Fernsehserie – Komödie oder Musical (Verrückt nach dir)
Screen Actors Guild Award
- Auszeichnungen

1995: Beste Darstellerin in einer Comedyserie (Verrückt nach dir)
1998: Beste Hauptdarstellerin (Besser geht’s nicht)
- Nominierungen

1995: Bestes Schauspielensemble in einer Comedyserie (Verrückt nach dir)
1996: Beste Darstellerin in einer Comedyserie (Verrückt nach dir)
1996: Bestes Schauspielensemble in einer Comedyserie (Verrückt nach dir)
1997: Beste Darstellerin in einer Comedyserie (Verrückt nach dir)
1997: Bestes Schauspielensemble in einer Comedyserie (Verrückt nach dir)
1998: Beste Darstellerin in einer Comedyserie (Verrückt nach dir)
1998: Bestes Schauspielensemble in einer Comedyserie (Verrückt nach dir)
2007: Bestes Schauspielensemble (Bobby)
Viewers for Quality Television Award
- Auszeichnungen

1994: Beste Schauspielerin in einer Qualitäts-Comedyserie (Verrückt nach dir)
1996: Beste Schauspielerin in einer Qualitäts-Comedyserie (Verrückt nach dir)
1997: Beste Schauspielerin in einer Qualitäts-Comedyserie (Verrückt nach dir)
- Nominierungen

1998: Beste Schauspielerin in einer Qualitäts-Comedyserie (Verrückt nach dir)
Weitere Auszeichnungen
1998: Florida Film Critics Circle Award als Beste Hauptdarstellerin (Besser geht’s nicht)
1998: ShoWest Award als Schauspielerin des Jahres
1999: People’s Choice Award als Beliebteste Fernsehdarstellerin
2006: Gracie Ellen Award als Herausragende Nebendarstellerin – Drama-Special (Empire Falls)
2006: Hollywood Film Award für das Ensemble des Jahres (Bobby)
2008: Publikumspreis des Palm Springs International Film Festival für den Besten Erzähler-Film (Then She Found Me)
2008: Rogue Award des Ashland Independent Film Festival (Then She Found Me)
2008: ShoWest Award als Durchbruch-Regisseur des Jahres
2012: Golden Eye Award des Zurich Film Festival